# Gerald Mohr
Gerald Mohr (Nova Iorque, 11 de junho de 1914 — Estocolmo, 9 de novembro de 1968) foi um ator estadunidense. Ele fez aparições em Gilda (1946) e Chaga de fogo (1951), e co-estrelou outros dois filme, The Magnificent Rogue (1946) e Volúpia de Matar (1952).
A carreira de Mohr no cinema começou no final da década de 1930, após três anos de serviço nas Forças Aéreas do Exército dos EUA durante a Segunda Guerra Mundial, ele retornou a Hollywood, estrelando como Michael Lanyard em três filmes da série The Lone Wolf em 1946-47.
Mohr começou a trabalhar na televisão em 1951. Em 1967, ele deu voz ao personagem Lanterna Verde na série The Superman/Aquaman Hour of Adventure, bem como a voz do Senhor Fantástico no desenho animado Quarteto Fantástico. Em seguida, ele participou do filme Funny Girl - Uma garota genial com Barbara Streisand.
Ele morreu repentinamente de um ataque cardíaco aos 54 anos em 9 de novembro de 1968. Seu último papel foi no episódio "Flight From San Miguel" em The Big Valley.